# 靖志遠

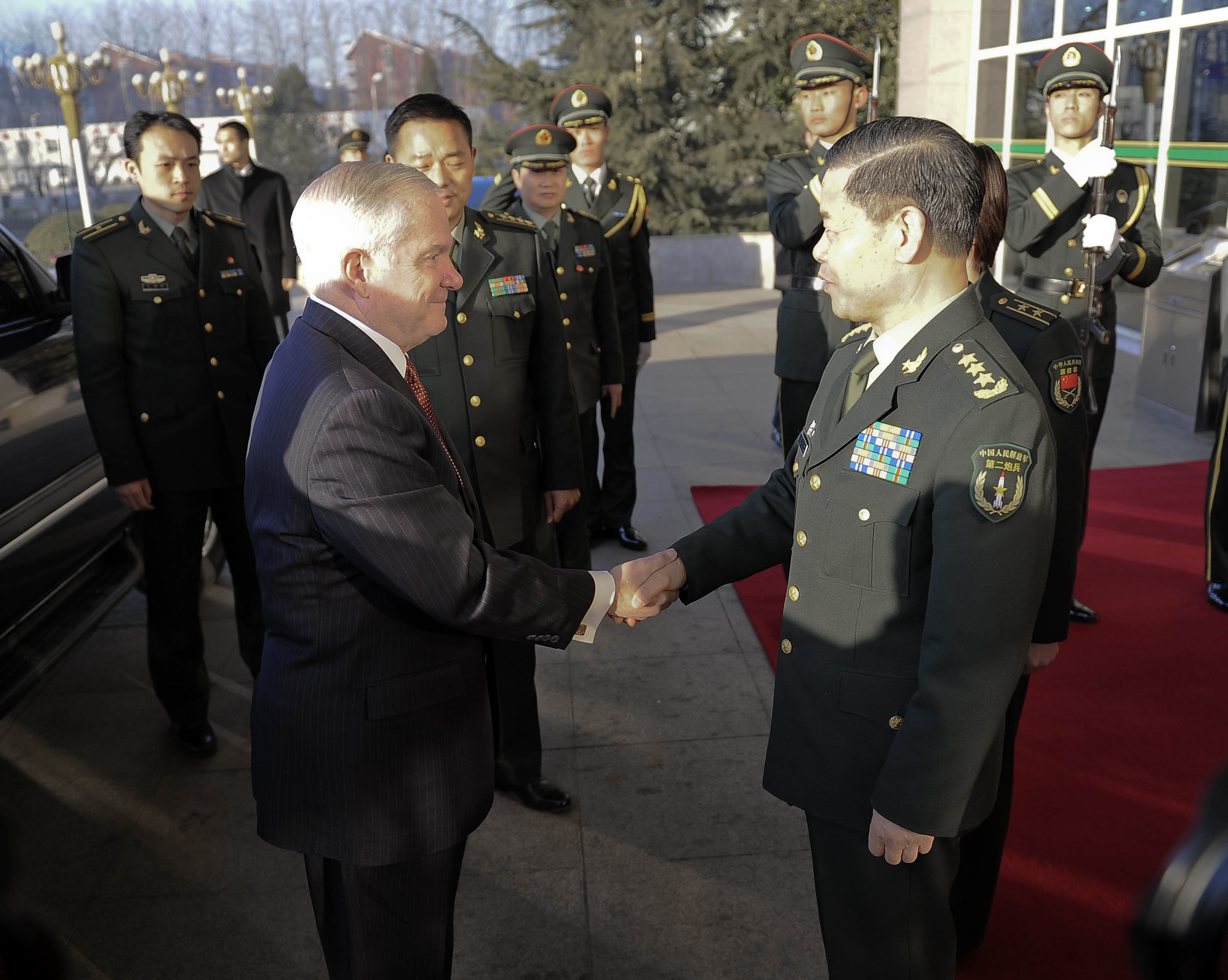

靖志遠（せい しえん）は中華人民共和国の軍人。中国軍首脳の1人。上将
第二砲兵出身。2003年1月から第二砲兵司令員、2004年9月から中央軍事委員会委員を務める。

## 略歴
- 1963年8月　　軍入隊
- 1985年11月   第二砲兵基地参謀長、副司令員
- 1990年7月　　少将に昇任
- 1993年2月　　第二砲兵基地司令員
- 1999年8月　　人民解放軍第二砲兵司令部参謀長
- 2000年7月　　中将に昇任
- 2002年11月　 第16回全人代で中央委員
- 2004年9月　　上将に昇任、中央軍委委員